# Mocorito
Mocorito – miasto w środkowej części meksykańskiego stanu Sinaloa, położone w odległości około 50 kilometrów od wybrzeża Pacyfiku nad Zatoką Kalifornijską, na zachód od miasta Guamúchil. Mocorito leży w dolinie rzeki o tej samej nazwie, meandrującej na zachód od Sierra Madre Occidental. Miasto w 2010 roku liczyło 5426 mieszkańców.

## Gmina Mocorito

Położenie gminy Mocorito na mapie stanu Sinaloa

Miasto jest siedzibą władz gminy Mocorito, jednej z 18 gmin w stanie Sinaloa. Według spisu z 2010 roku ludność gminy liczyła 45 847 mieszkańców. Gminę utworzono w 1915 roku decyzją gubernatora stanu Sinaloa. Ludność gminy jest zatrudniona według ważności w następujących gałęziach: rolnictwie, hodowli, przemyśle, górnictwie i usługach turystycznych.
Najczęściej uprawia się pomidory, pszenicę, sorgo, kukurydzę, orzeszki ziemne, sezam, krokosz i ciecierzycę i fasolę a także mango, cytrusy, awokado, melony i kawony.
W odległości 8 km na wschód od miasta Mocorito znajduje się olbrzymi sztuczny zbiornik wodny – Eustaquio Buelna.